# Gerburg
Gerburg ist ein weiblicher deutscher Vorname. Er setzt sich aus Ger (Wurfspieß) und bergan (bergen, schützen) zusammen.
Trägerinnen
- Gerburg von Brehna, Stifterfigur im Naumburger Dom
- Gerburg Rohde-Dahl (* 1938 in Bremen), deutsche Regisseurin, Filmemacherin und Grafikerin.
- Gerburg Treusch-Dieter (* 13. November 1939 in Stuttgart; † 19. November 2006 in Berlin), deutsche Professorin für Soziologie und Kulturwissenschaften
- Gerburg Jahnke (* 18. Januar 1955 in Oberhausen-Osterfeld), deutsche Kabarettistin und Regisseurin

Belege
1. ↑  Birgit Adam: Die schönsten internationalen Vornamen. Abgerufen am 19. März 2013.